# Aelii
Aelii, Eliusze – rzymski ród plebejski z okresu V w.p.n.e. - III w.n.e. Boczne odgałęzienia tego rodu nosiły przydomki: Lamia, Paetus, Tuero.

## Członkowie rodu
- Lucius Aelius Stilo Praeconinus – gramatyk, jeden z nauczycieli Cycerona
- Lucius Aelius Tubero – przyjaciel Cycerona
- Lucius Aelius Seianus, znany jako Sejan – prefekt straży pretoriańskiej z okresu panowania Tyberiusza
- Aelius Publius Harpokration, zwany też Proclus – rzymski układacz mozaik, najbardziej znany z dwu inskrypcji znajdujących się w Perinthos
- Aelius Promotus – grecki lekarz pochodzący z Aleksandrii, autor dzieł farmakologicznych
- Aelius Marcianus – rzymski prawnik z III w.n. e., autor dzieła o tematyce prawniczej Institutiones
- Eliusz Donat – rzymski gramatyk i nauczyciel retoryki
- Publius Aelius Hadrianus, znany jako Hadrian